# Monte Carlo Masters 2006
Il Monte Carlo Masters 2006 è stato un torneo di tennis giocato sulla terra rossa. È stata la 99ª edizione del Monte Carlo Masters, che fa parte della categoria ATP Masters Series nell'ambito dell'ATP Tour 2006, e si è giocato al Monte Carlo Country Club di Roquebrune-Cap-Martin in Francia, vicino a Monte Carlo, dal 17 al 25 aprile 2006.

## Campioni

### Singolare
Rafael Nadal ha battuto in finale  Roger Federer per 6–2, 6(2)–7, 6–3, 7–6(5).

### Doppio
Jonas Björkman /  Maks Mirny def.  Fabrice Santoro /  Nenad Zimonjić con il punteggio di 6–2, 7–6(2).